# Satélite de Pesquisas da Atmosfera Superior
Satélite de Pesquisas da Atmosfera Superior (inglês: Upper Atmosphere Research Satellite abreviado como UARS) foi um satélite artificial da NASA lançado em 12 de setembro de 1991 na missão do ônibus espacial Discovery STS-48. Seu peso era de 5,9 toneladas e funcionou por 14 anos fazendo medições de substâncias químicas da atmosfera como o ozônio.

## Queda na Terra
A NASA alertou, em meados de setembro de 2011, que partes do dispositivo podem atingir a Terra. As propabilidades de que acertasse uma pessoa eram de 1 para 3200. Grande parte do equipamento foi incinerada ao entrar na atmosfera, mas os cientistas acreditavam que um total de 26 peças que pesam juntas 500 kg podem resistir e colidir com a superfície da Terra em um local desconhecido. Grande parte do planeta poderia ser alvo, pois a órbita do satélite desativado ia desde o norte do Canadá até o extremo sul da América do Sul. De acordo com a NASA o objeto cairia na Terra na sexta-feira dia 23 mais ou menos um dia. De fato, a previsão foi acertada e a NASA divulgou que partes do UARS cairam no Canadá entre 0h23 e 2h09 de 24 de setembro de 2011 (horário de Brasília). Não estão descartados a hipótese de fragmentos terem caído na África e Austrália.